# Claudio Capone (cestista)
Claudio Capone (Chieti, 21 gennaio 1965) è un ex cestista e allenatore di pallacanestro italiano.

## Carriera
Capone, guardia di 187 centimetri, dopo aver maturato cestisticamente con la squadra della sua città, militò, per una quindicina d'anni, tra il 1985 e il 2001, in squadre di Serie A, tra cui Juvecaserta, Aurora Desio, Scaligera Verona, Montecatini, Libertas Forlì, Aresium Milano, Fabriano Basket, Virtus Roma, Serapide Pozzuoli e Scandone Avellino.
Durante queste parentesi, si è reso protagonista per due volte di tiri che hanno valso la promozione in Serie A1. Nel 1994-1995, quando Capone giocava nell'Aresium Milano in A2, fu un suo canestro a 2 secondi dalla fine a decidere la decisiva gara5 nella finale play-off vinta contro Cantù. Ad Avellino, invece, Capone fu protagonista di un tiro da quasi metà campo che sancì la prima storica promozione degli irpini nella massima serie: era il 25 maggio 2000 e a Jesi si stava disputando gara4 della finale play-off contro la squadra di casa, quando Capone recuperò palla negli ultimissimi secondi e allo scadere realizzò una tripla dalla lunga distanza in equilibrio precario.
Nel 2000-2001 rimase un ultimo anno con la Scandone Avellino con la squadra biancoverde che debuttava in Serie A1, poi scese rispettivamente in B2 e B1 a Caserta (sponda Falchetti, una delle due società che di lì a poco diedero vita alla nuova Juvecaserta) e in Legadue a Pavia. Nel 2003-2004 giocò in C1 nel Sant'Agnese Basket, squadra di un piccolo quartiere di San Giorgio del Sannio, nel beneventano, dove fu determinante per la salvezza dei campani. Ritornò nel 2005 alla Pallacanestro Chieti in C1 poi, nel biennio 2006-2008 fece parte del roster della Pallacanestro Pescara (Serie C1, girone G).
Dal 2009 incominciò una nuova avventura nel Vasto Basket che militava nel campionato di Serie C2: anche se arrivato intorno a metà campionato, fu uno dei miglior realizzatori del girone chiudendo la sua stagione con circa venti punti di media.
Per la stagione 2009-2010 riconfermò la sua permanenza a Vasto diventando sempre più un punto di forza dalla squadra. Nella stagione 2010-2011 militò nel Martinsicuro Basket. Nella stagione 2011-2012 ancora una nuova avventura cestistica, venne infatti tesserato dai We're Basket Ortona, che militavano nel campionato di Serie D abruzzese.
Nel 2014 l'ex cestista teatino assunse l'incarico di capo allenatore dell'Intrepida Salesiani Ortona, oltre a collaborare a livello giovanile con altre realtà locali.
Si ritirò di fatto dal basket giocato il 21 gennaio 2015, giorno del compimento dei 50 anni di età in cui organizzò una partita di addio.
Nel frattempo fece parte della Nazionale Italiana Master, con cui ottenne i seguenti risultati:
- 2010 oro al Campionato Europeo Over-45 di Zagabria (Croazia)
- 2011 oro ai Mondiali di Pallacanestro Over-45 di Natal (Brasile)
- 2012 oro al Campionato Europeo Over-45 di Kaunas (Lituania)
- 2013 oro ai Mondiali di Pallacanestro Over-40 di Salonicco (Grecia)
- 2014 oro al Campionato Europeo Over-45 di Ostrava (Repubblica Ceca)
- 2016 oro al Campionato Europeo Over-50 di Novi Sad (Serbia)

È uno dei pochi giocatori italiani ad aver superato quota 10.000 punti nei campionati FIP.